# Tranquillity Valley
Tranquillity Valley (in lingua inglese: Valle della tranquillità) è una valle antartica coperta di neve, situata tra il Cairn Ridge e l'Hannah Peak, nel settore occidentale del Dufek Massif nei Monti Pensacola, in Antartide. 
La denominazione fu proposta da Arthur B. Ford, geologo dell'United States Geological Survey (USGS), responsabile di molti gruppi dell'USGS che operarono nei Monti Pensacola tra il 1969 e il 1979. La denominazione fa riferimento alle tipiche condizioni climatiche della valle, che risulta essere per lo più al riparo dai forti venti. Le motoslitte dei gruppi dell'USGS che provenivano da altre zone più fredde e ventose, trovavano un gradevole rifugio in questa valle. La denominazione ben si accorda inoltre con quella della vicina Enchanted Valley, per indicare la generale bellezza di questa parte del Dufek Massif.